# 原子力災害派遣
原子力災害派遣（）とは、原子力災害の発生時に行われる自衛隊の支援行動。自衛隊法第83条の3及び原子力災害対策特別措置法第20条（原子力災害対策本部長の権限）に規定されており、災害派遣の一種でもある。発令にあたっては、原子力災害対策本部長（内閣総理大臣）からの要請により、防衛大臣が行う。行動命令の略称は「行原命」。

## 概要
1999年9月30日に発生した東海村JCO臨界事故においては、同日中に政府対策本部が自衛隊による支援準備を整え、翌10月1日未明に茨城県知事からの災害派遣要請を受けている。陸上自衛隊第101化学防護隊（化学防護車等を装備）が出動し、海空自衛隊も支援体制にあったが、当時の陸上自衛隊においては、中性子線に対する防護能力がなく、除染活動は行ったものの、事故終息へ向けて主だった活動は行われなかった。
この事故を受けて、日本政府は原子力災害の特殊性から、政府の対応責任を明確化した「原子力災害対策特別措置法」を同年12月17日に成立させた。同法附則により自衛隊法も改正され、第83条の「災害派遣」に、第83条の3「原子力災害派遣」が加えられた。災害派遣が都道府県知事等からの要請での出動であるのに対し、原子力災害派遣では発災後、内閣総理大臣が原子力緊急事態宣言を行い、それによって設置された原子力災害対策本部の長である内閣総理大臣が防衛大臣に対し出動要請を行う。通常の災害とは異なり、実施部隊の長には、陸上総隊司令官（陸上自衛隊）、自衛艦隊司令官、地方総監（海上自衛隊）または航空総隊司令官（航空自衛隊）があてられる。
原子力災害派遣においては、自衛隊は各種の救援及び応急対策の実施及び支援を行う。通常の災害派遣と同様に輸送支援や被災者に対する救援活動も行うが、原子力災害派遣では放射線や放射性物質の測定の実施・支援も行う。また、JCO臨界事故と同種の事故に対応するため、化学防護車に装着する中性子線遮蔽板の導入も行われた。原子力防災訓練への自衛隊の参加も行われるようになった。

## 派遣実績
2011年3月11日に発生した東日本大震災（東北地方太平洋沖地震）による福島第一原子力発電所事故に対応するための派遣要請が唯一の派遣実績となっている。
事故を受けて3月11日、内閣総理大臣は原子力緊急事態宣言を発し、防衛大臣に対し原子力災害派遣を要請している。翌12日には、福島第二原子力発電所に対しても部隊派遣要請がなされている。中央特殊武器防護隊や全国の化学科部隊が出動し海空自衛隊が支援している。救援体制強化のため、3月17日の防衛大臣の命令（自行原命第8号）により中央即応集団司令官を指揮官とする原子力災派部隊が編成されている。これは、東日本大震災救援の統合任務部隊(JTF-TH)とは別個の部隊であり、三自衛隊で構成された部隊となっている。
原子力災害派遣は除染活動なども含め、12月26日まで続けられた。
東日本大震災に関連して災害派遣手当は、防衛省の職員の給与等に関する法律施行令の改正により、3月11日に遡って増額適用されている。賞じゅつ金は原子力災害派遣による死亡時に最大9,000万円まで引き上げられ、派遣手当も日額3,240円から最大日額42,000円とされた。